# Зелений Курган
Зелений Курга́н — село в Україні, в Антрацитівській міській громаді Ровеньківського району Луганської області. Населення становить 32 осіб. 

## Населення

### Мова
Розподіл населення за рідною мовою за даними перепису 2001 року:
| Мова      | Кількість | Відсоток |
| --------- | --------- | -------- |
| російська | 32        | 100%     |